# گاربنو (گمینا کورشه)
گاربنو (به لهستانی:  Garbno) یک روستا در لهستان است که در گمینا کورشه واقع شده‌است. گاربنو  ۷۴۱ نفر جمعیت دارد.